# نجاعة

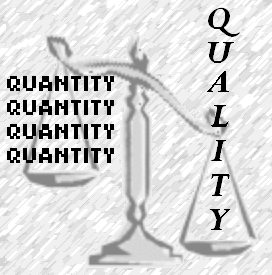

النجاعة  أو الفعالية هي القدرة على إحداث تأثير، ولها معانٍ خاصة متباينة في مختلف المجالات. ففي الطب، تعني قدرة الإجراء الطبي أو الدواء على إحداث التأثير المراد.

## السياق

### الطب
في الطب، تشير النجاعة إلى القدرة على إحداث تغيير مفيد (أو مفعول علاجي) لتدخل معين (مثل دواء أو جهاز طبي أو إجراء جراحي أو تدخل معني بالصحة العامة) وفي حال إثبات النجاعة، فإن التدخل على الأرجح يكون في نفس مستوى جودة التدخلات المتاحة التي ستتم مقارنته بها، وعادة ما تتم المقارنات من هذا النوع في تجارب عشوائية محكومة «توضيحية» حيث تستخدم التجارب العملية لإثبات تأثير التدخل.
عند الحديث عن المصطلح «نجاعة» مقابل «تأثير»، نجد أن «التأثير» يتعلق بمدى نجاح إحدى طرق المعالجة في الممارسة الطبية، على العكس من النجاعة التي تقيس مدى نجاح المعالجة في التجارب السريرية أو الدراسات المختبرية.

### علم الصيدلة
في الصيدلة، تشير الفعالية (Emax) إلى الحد الأقصى للاستجابة التي يحققها دواء، والنشاط داخلي المنشأ هو مصطلح ذو صلة يصف فعالية الدواء نسبة إلى دواء له أعلى فعالية محققة. يشير التأثير إلى قدرة الدواء على إحداث تأثير مفيد. هناك اختلاف بين تأثير «الطريقة» الذي يصف التأثير المتحقق في حال تناول الدواء كما هو موصوف، وتأثير «الاستعمال» وهو التأثير المتحقق في ظل ظروف الاستعمال المعتاد وعدم الالتزام بنسبة 100%. ويقدم أسلوب قصد العلاج الذي يستخدم على نطاق واسع لتحليل التجارب السريرية تقديرات متحيزة عادة لتأثير الاستعمال مقارنة بتأثير الطريقة.

### الإضاءة
يشير مصطلح «فعالية» في تصميم الإضاءة إلى كمية الضوء (التدفق الضوئي) التي ينتجها المصباح (أو مصدر ضوء آخر)، والتي تقاس عادة باللومن بينما تقاس كمية الطاقة المستهلكة لإنتاج الضوء بالواط. ولا يجب الخلط بينها وبين الكفاءة التي تكون دائمًا نسبة عديمة الأبعاد للإضاءة الناتجة مقسومة على الطاقة الكهربائية المستهلكة، وتتناسب كفاءة الإضاءة مع الطاقة الضوئية المرئية الناتجة من الطاقة المستهلكة بالواط. ويمكن تقريب الطاقة الضوئية المرئية إلى المنطقة الأخيرة في منحنى بلانك بين أطوال موجية 300 و700 نانومتر للجسم الأسود عند درجة حرارة الفتيلة لتكون نسبة إجمالي الطاقة تحت منحنى الجسم الأسود. وعادة ما تكون قيم كفاءة الضوء الصادر عن مصدر حراري أقل من 2%.

### الإعسار
في سياق الإعسار، ولا سيما عند الحديث عن التسوية الاختيارية للأفراد، يتم الحكم على فعالية هذه التسوية بمدى ما تحقق من أهدافها من الحصول على الأموال لسداد الديون للدائنين.

### اللوثرية
في اللوثرية، تستخدم الفعالية لوصف خصائص الكتاب المقدس، حيث تعني فعالية الكتاب المقدس أنه متحد بقوة الروح القدس وبها لا يملي الأوامر فحسب بل يخلق قبولاً لتعاليمه وأن هذه التعاليم التي تحدث الإيمان والطاعة. كما تعني الفعالية أن الكتاب المقدس ليس خطابًا مهملاً بل تتأصل فيه قوة الروح القدس وأنه لا يجبر أحدًا على التصديق العقلي المجرد بعقيدته مستندًا إلى الحجج المنطقية ولكن يخلق انسجامًا إيمانيًا فعالاً. وتؤكد مقالات سملكلاد (Smalcald Articles) «بالنسبة إلى هذه الأمور التي تخص كلمة الله الملقاة، يجب علينا الاعتقاد الجازم بأن الله لا يهب روحه أو فضله لأحد إلا من خلال الكلمة الملقاة في الماضي.» تذكر صيغة كونكورد (Formula of Concord) أنه عندما يرفض البشر دعوة الروح القدس، فهذا نتيجة أن كلمة الله أصبحت أقل فاعلية. أو أن ازدراء سبل الفضل هي نتيجة «الإرادة الفاسدة للإنسان التي ترفض سبل وأدوات الروح القدس وتفسدها - والتي منحه الله إياها من خلال الدعوة- وقاوم الروح القدس الذي يتمنى أن يكون فعالاً ويعمل من خلال كلمة الله...»

### المضخمات التفاضلية
تشير فعالية المضخم التفاضلي، المعروفة باسم نسبة رفض الجهد المشترك، إلى درجة رفض المضخم لإشارات الجهد المشتركة تفضيلاً للإشارت التفاضلية.